# Werner Schmidt (Forstwissenschaftler)
Werner Eugen Heinrich Schmidt (* 18. April 1896 in Heilsberg, Ostpreußen; † 15. Juli 1987 in Hamburg-Bergedorf) war ein deutscher Forstwissenschaftler sowie Hochschullehrer.

## Leben
Der gebürtige Heilsberger Werner Schmidt, Sohn des Apothekers Bruno Schmidt, widmete sich nach abgelegtem Abitur, gefolgt von der Teilnahme am Ersten Weltkrieg, den Studien der Forstwissenschaft an der Forstlichen Hochschule Eberswalde sowie der Naturwissenschaften an der Albertus-Universität Königsberg, bevor er 1924 in Königsberg zum Dr. phil. promoviert wurde. Bereits ein Jahr später habilitierte er sich in Eberswalde als Privatdozent der Forstwissenschaft, 1931 erfolgte dort seine Beförderung zum außerordentlichen, 1938 zum ordentlichen Professor. Im November 1933 unterzeichnete er das Bekenntnis der Professoren an den deutschen Universitäten und Hochschulen zu Adolf Hitler. 1926 wurde Schmidt mit der Leitung des Forstgenetik-Institutes der Waldsamen-Prüfungsanstalt Eberswalde betraut. 1936 übernahm er den Vorsitz der Internationalen Kommission für Forstsaatgut und klimatische Baumrassenfragen, den er bis 1948 innehatte.
Werner Schmidt, der nach dem Zweiten Weltkrieg nach Hamburg übersiedelt war, wurde in der Folge mit der Leitung des Instituts für Forstpflanzenzüchtung in Hamburg-Bergedorf betraut. Zusätzlich bekleidete er eine Gastprofessur an der von 1946 bis 1949 bestehenden Baltischen Universität in Pinneberg. 1964 erfolgte Schmidts Emeritierung. Der 1941 mit dem Königlich Rumänischen Kulturverdienstorden ausgezeichnete Werner Schmidt profilierte sich insbesondere auf den Gebieten der Holzzucht sowie Forstgenetik.

## Schriften
- Über Zeit und Licht als forstliche Ertragsfaktoren, Dissertation, Königsberg, 1925
- Unsere Kenntnis vom Forstsaatgut : Ein Übersichtsbild des praktisch Anwendbaren und des noch nicht Spruchreifen, Der deutsche Forstwirt, Berlin, 1930
- Mit Otto Jenss: Zur Wirtschaftlichkeit der Lagerungstechnik von Laubholzsamen : (Trocknungsausschuss), Verlag "Der deutsche Forstwirt", Berlin, 1933
- Rüsselkäfer-Bilanz : Wege zum Neuausbau des Forstschutzes, Steup & Bernhard, Berlin, 1934
- Merkblattdienst der Waldbaumzüchtung, Wirtschafts und Forstverlag Euting, Neuwied/Rhein, 1956
- Anlage und statistische Auswertung von Untersuchungen : Für Biologen, Mediziner, Psychologen und Volkswirte, Schaper, Hannover, 1961
- Die Mehrfaktorenanalyse in der Biologie : Eine Anregung für den modernen Oberstufenunterricht und für Arbeitsgemeinschaften, Aulis Verlag Deubner, Köln, 1965